# Musikåret 1924

## Händelser
- 1 januari – John Forsell tillträder som chef för Kungliga Teatern i Sverige[1].
- 26 januari – Arthur Gibbs inspelning av The Charleston ligger överst på USA-listan och den nya modedansen är ett faktum.
- 26 januari – I Sverige är STIM, som bildades 1923, klar att börja sin verksamhet.
- 12 februari – George Gershwins orkesterstycke Rhapsody in Blue uruppförs i New York och får entusiastiskt mottagande[2] då Paul Whiteman arrangerar med sin orkester sin stora konsert An Experiment in Modern Music.
- 18 februari – Den legendariske kornettisten Bix Beiderbecke skivdebuterar med gruppen The Wolverines
- 24 mars – Jean Sibelius Symfoni nr 7 (då under namnet Fantasia sinfonica nr 1) uruppförs i Stockholm av Konsertföreningens orkester under ledning av tonsättaren.
- 12 oktober – Anton Bruckners Symfoni nr 0 uruppförs i sin helhet i Klosterneuburg.

### Okänt datum
- De första kommersiellt utgivna elektriska skivinspelningarna släpps.[3]
- Amerikanska skivbolaget Brunswick förvärvar skivmärket Vocalion.[4]
- Tyska skivmärket Applaudando upphör med utgivningar i Sverige.[5]
- Svensk-tyska skivmärket Ekophon flyttar sin skivpresning från Berlin till Sundbybergs köping.[6]
- Homocordskivor börjar importeras till Sverige.[7]
- Tyska skivmärket Polydor lanseras av Deutsche Grammophon.[8]
- Tyska barnskivmärket Pigmynette börjar ge ut skivor i Sverige.[9]
- Novaphon Fabriks Nederlag i Leipzig ger ut ett par hundra skivor under märket "Primophon".[10]

## Födda
- 26 januari – Alice Babs, svensk sångare.
- 26 februari – Silvio Varviso, schweizisk dirigent.
- 3 mars – Lys Assia, schweizisk sångerska och den allra första vinnaren i Eurovision Song Contest (1956).
- 23 mars – Ingrid Magnusson, svensk operasångare och skådespelare.
- 27 mars – Sarah Vaughan, amerikansk jazzsångare.
- 28 mars – Arne Söderberg, svensk musiker, musiklärare och kompositör.
- 16 april – Henry Mancini, amerikansk kompositör.
- 22 maj – Charles Aznavour, Fransk sångare och skådespelare.
- 11 juli – Curt "Minimal" Åström, svensk skådespelare, sångare, kompositör och textförfattare.
- 24 juli – Stig Wallgren, svensk reklamman, konstnär, kompositör, sångtextförfattare, artist och författare.
- 29 augusti – Dinah Washington, amerikansk R&B-sångare.
- 3 september – Erik Saedén, svensk operasångare (basbaryton).
- 10 september – Putte Wickman, svensk musiker.
- 13 september – Maurice Jarre, fransk kompositör av filmmusik.
- 11 december – Maj-Britt Nilsson, svensk skådespelare och sångare.
- 20 december – Arne Domnérus, svensk jazzmusiker och orkesterledare.

## Avlidna
- 4 november – Gabriel Fauré, 79, fransk tonsättare, pianist och organist.
- 29 november – Giacomo Puccini, 65, italiensk operakompositör.

## Årets singlar och hitlåtar
Vänligen sortera soloartister på efternamn, musikgrupper på förstabokstaven (utan engelskans "The" och "A")
- Ernst Rolf – Bättre och bättre dag för dag[11]

## Årets sångböcker och psalmböcker
- Evert Taube – Den gyldene freden[12]

### Fotnoter
1. ↑  75 år Sverige, Carl-Adam Nycop, Bokförlaget Bra böcker, 1976, sidan 66 - John Forsell - operadiktatorn
2. ↑  20:e århundrades När Var Hur - 1924, Bernt Himmelstedt, Forum, 1999
3. ↑  ”78:or & film”. http://78-varv.atspace.cc/historia.htm. Läst 3 juni 2011.
4. ↑  ”78:or & film”. http://78-varv.atspace.cc/brunswi.htm. Läst 3 juni 2011.
5. ↑  ”78:or & film”. http://78-varv.atspace.cc/applu.htm.
6. ↑  ”78:or & film”. http://78-varv.atspace.cc/ekophon.htm. Läst 3 juni 2011.
7. ↑  ”78:or & film”. http://78-varv.atspace.cc/homocord.htm. Läst 3 juni 2011.
8. ↑  ”78:or & film”. http://78-varv.atspace.cc/polydor.htm. Läst 3 juni 2011.
9. ↑  ”78:or & film”. http://78-varv.atspace.cc/pigmyn.htm. Läst 3 juni 2011.
10. ↑  ”78:or & film”. http://78-varv.atspace.cc/primofon.htm. Läst 3 juni 2011.
11. ↑  ”Svensk mediedatabas”. http://smdb.kb.se/catalog/id/002040674. Läst 22 mars 2011.
12. ↑  ”Evert Taubes visböcker med innehåll”. http://www.abc.se/~m8169/taube/taubevis.html. Läst 23 mars 2011.